# 海利·兰塔宁
海利·兰塔宁（芬蘭語：Heli Rantanen，1970年2月26日—），芬兰女子田径运动员，主攻标枪。她曾代表芬兰参加1992年和1996年夏季奥林匹克运动会田径比赛，其中在1996年奥运会获得一枚金牌。